# 瀧水站
瀧水站（日语：／ Takimizu eki */?）是位於熊本縣阿蘇市一之宮町宮地，九州旅客鐵道（JR九州）的豐肥本線車站。離開此站前往大分方向的路軌會越過縣境進入大分縣。

## 歷史
- 1928年（昭和3年）12月2日：鐵道省開設此站[2]。
- 1971年（昭和46年）：成為無人車站。
- 1987年（昭和62年）4月1日：伴隨國鐵分割民營化，車站由九州旅客鐵道（JR九州）營運[3][4][5][2]。
- 1990年（平成2年）7月2日 - 發生暴雨而暫停營業（在7月16日起開始提供代行輸送服務）[2]。
- 1991年（平成3年）10月19日 - 豐肥本線全線重開[2]。
- 2012年（平成24年）7月12日 - 因發生九州北部暴雨（日语：平成24年7月九州北部豪雨）使車站暫停營業（在8月20日起開始提供代行輸送服務）。
- 2013年（平成25年）8月4日 - 豐肥本線全線重開（代行輸送在前日終止服務）[6]。
- 2017年（平成29年）
  - 9月17日：受到超強颱風泰利影響，阿蘇站至中判田站之間不能通行，車站暫停營業[7][8]。
  - 9月19日：阿蘇站至豐後竹田站之間安排代行的士運送[9][10]。
  - 9月22日：阿蘇站至三重町站之間重開（阿蘇站至豐後竹田站之間的代行的士於前日終止。）[11][12]。

## 車站構造
車站是一座地面車站，設有1面1線的單式月台。從前此站設有2面2線的相對式月台，後來車站大樓對面的月台撤走。現時還有該月台的遺蹟。
在車站啟用時的木造車站大樓仍然存在，但是現時由阿蘇市商工會波野分所使用，乘客不可進入。車站大樓一部分改為候車室，可供乘客使用。此站是無人車站。

## 車站周邊
車站位於舊・波野村中心車站。
- 熊本縣道41號高森波野線（日语：熊本県道41号高森波野線）（站前道路）
- 阿蘇市政廳波野分所（舊波野村公所）
- 波野郵局

## 相鄰車站
九州旅客鐵道（JR九州）
■豐肥本線
波野－瀧水－豐後荻

## 注腳
1. 1 2 3 4 5 6 7 8 9  . 週刊朝日百科. 38号 大分駅・由布院駅・田主丸駅ほか. 朝日新聞出版. 2013-05-12: 24 （日语）.
2. 1 2 3 4 5  曾根悟（監修）. 朝日新聞出版分冊百科編集部（編集） , 编. . 週刊朝日百科. 27号・豊肥本線／久大本線. 朝日新聞出版. 2010-01-24: 14–15 （日语）.
3. ↑  九州鉄道百年祭実行委員会・百年史編纂部会 (编).  初版. 九州旅客鉄道. 1988: 181 （日语）.
4. ↑  『交通年鑑 昭和63年版』 交通協力會，1988年3月。
5. ↑  今村都南雄 『民営化の效果と現実NTTとJR』 中央法規出版，1997年8月。ISBN 978-4805840863
6. ↑  . 交通新聞 (交通新聞社). 2013-08-14: 2 （日语）.
7. ↑  台風18号に伴う、9月19日（火）の運転状況について　【9月19日3:30現在】PDF（日語） - 九州旅客鐵道（2017年9月19日發表，同日參閲）
8. ↑   (pdf) (新闻稿). 國土交通省. 2017-09-19  [2017-09-23]. （原始内容存档 (PDF)于2017-09-20） （日语）. 鉄道関係
9. ↑  鉄道代行輸送についてのご案内PDF（日語）-九州旅客鐵道（2017年9月19日，同日參閲）
10. ↑  . 大分合同新聞. 2017-09-19: 11（夕刊） （日语）.
11. ↑  日豊本線・豊肥本線（大分～阿蘇間）の運転計画について（お知らせ）PDF（日語）九州旅客鐵道（2017年9月22日發表，同日參閲）
12. ↑  . Response. (株式会社イード). 2017-09-22  [2017-09-23]. （原始内容存档于2017-09-23） （日语）.

## 外部連結
- 瀧水（車站資訊） - 九州旅客鐵道（日語）